# Ficus religiosa
Ficus religiosa är en mullbärsväxtart som beskrevs av Carl von Linné. Ficus religiosa ingår i släktet fikonsläktet, och familjen mullbärsväxter. Inga underarter finns listade i Catalogue of Life.

## Bildgalleri

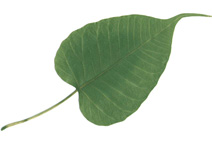
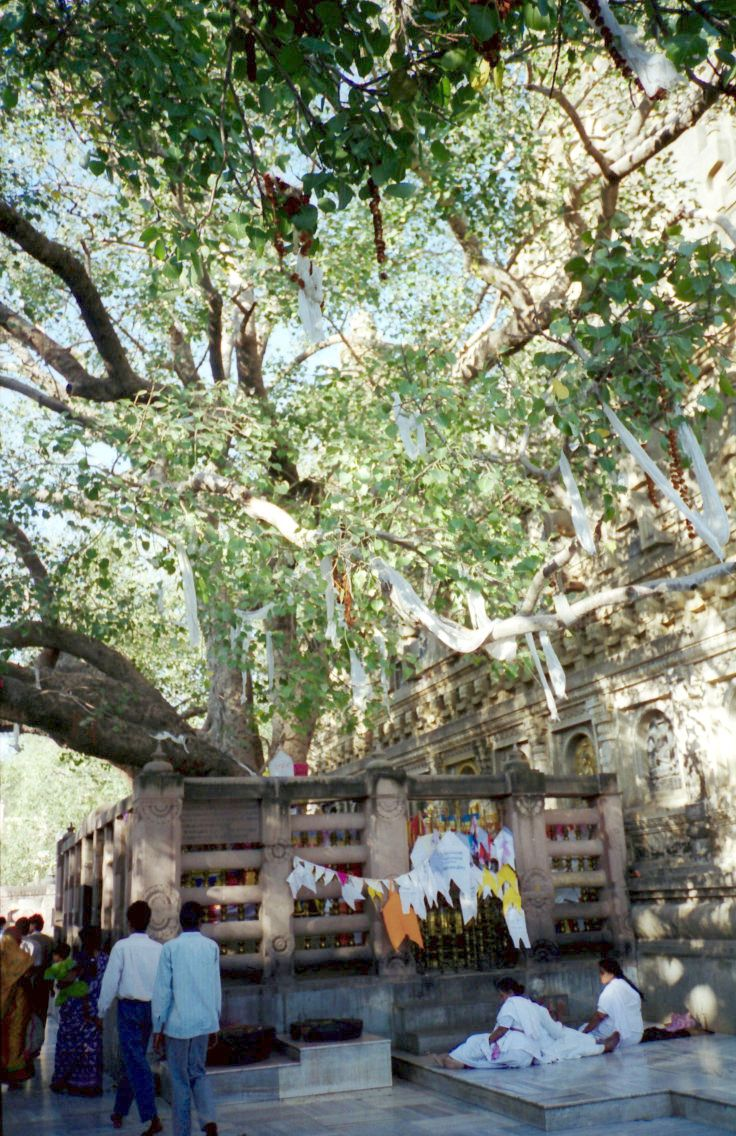
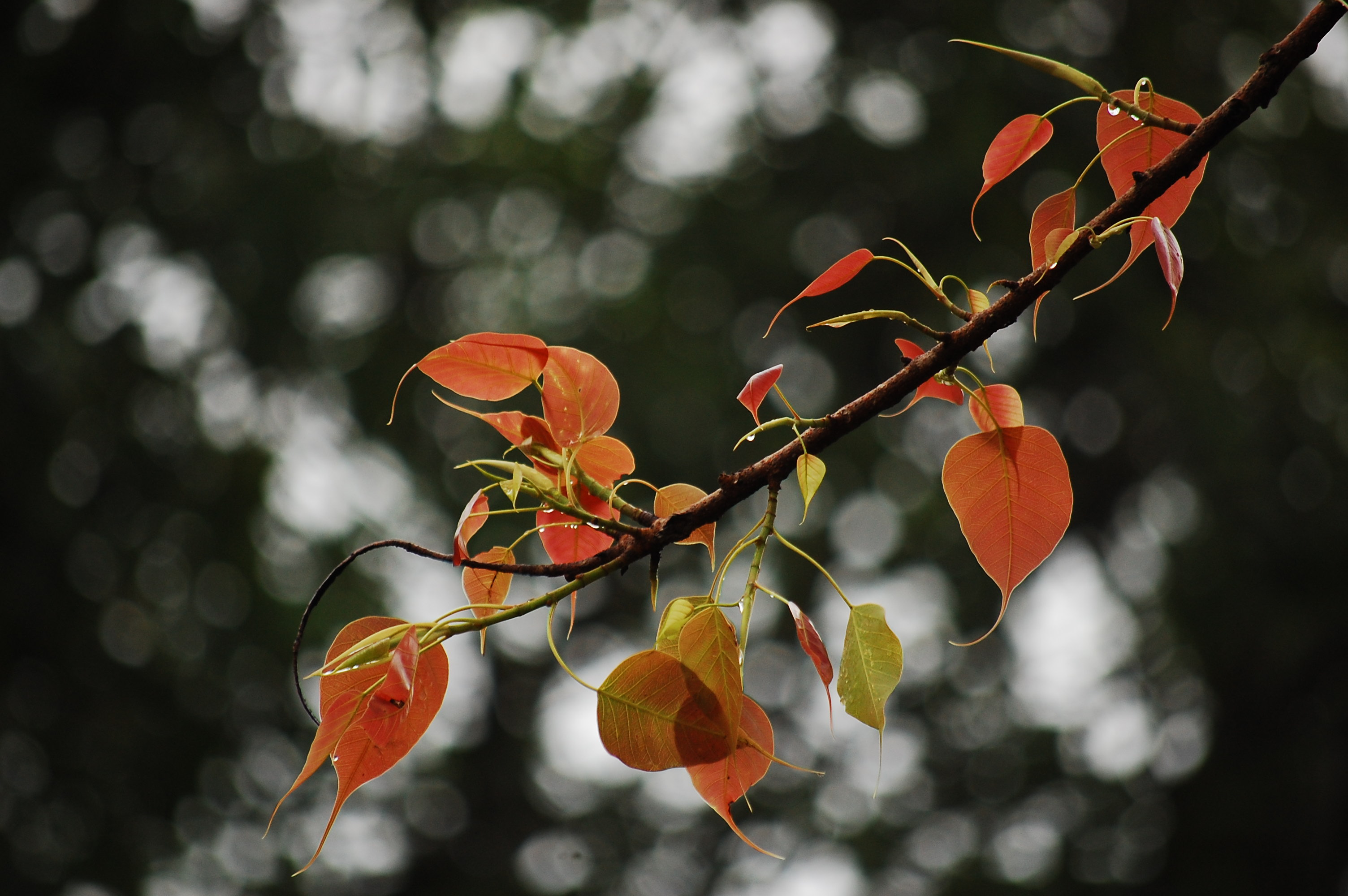
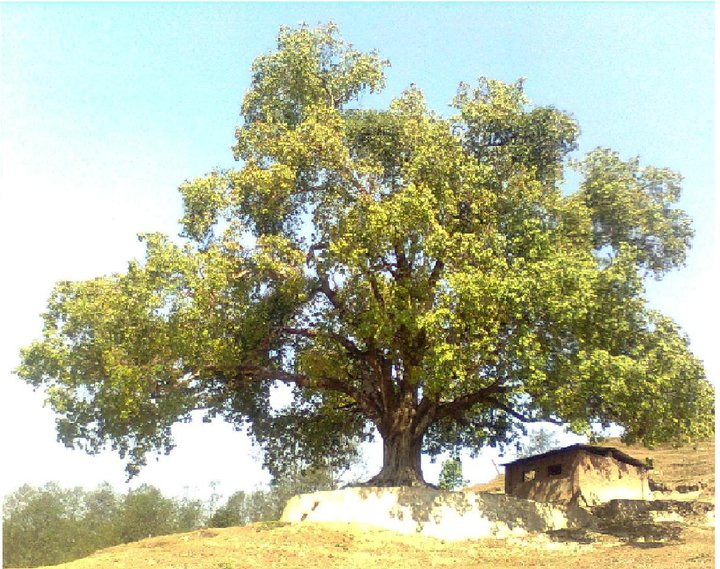
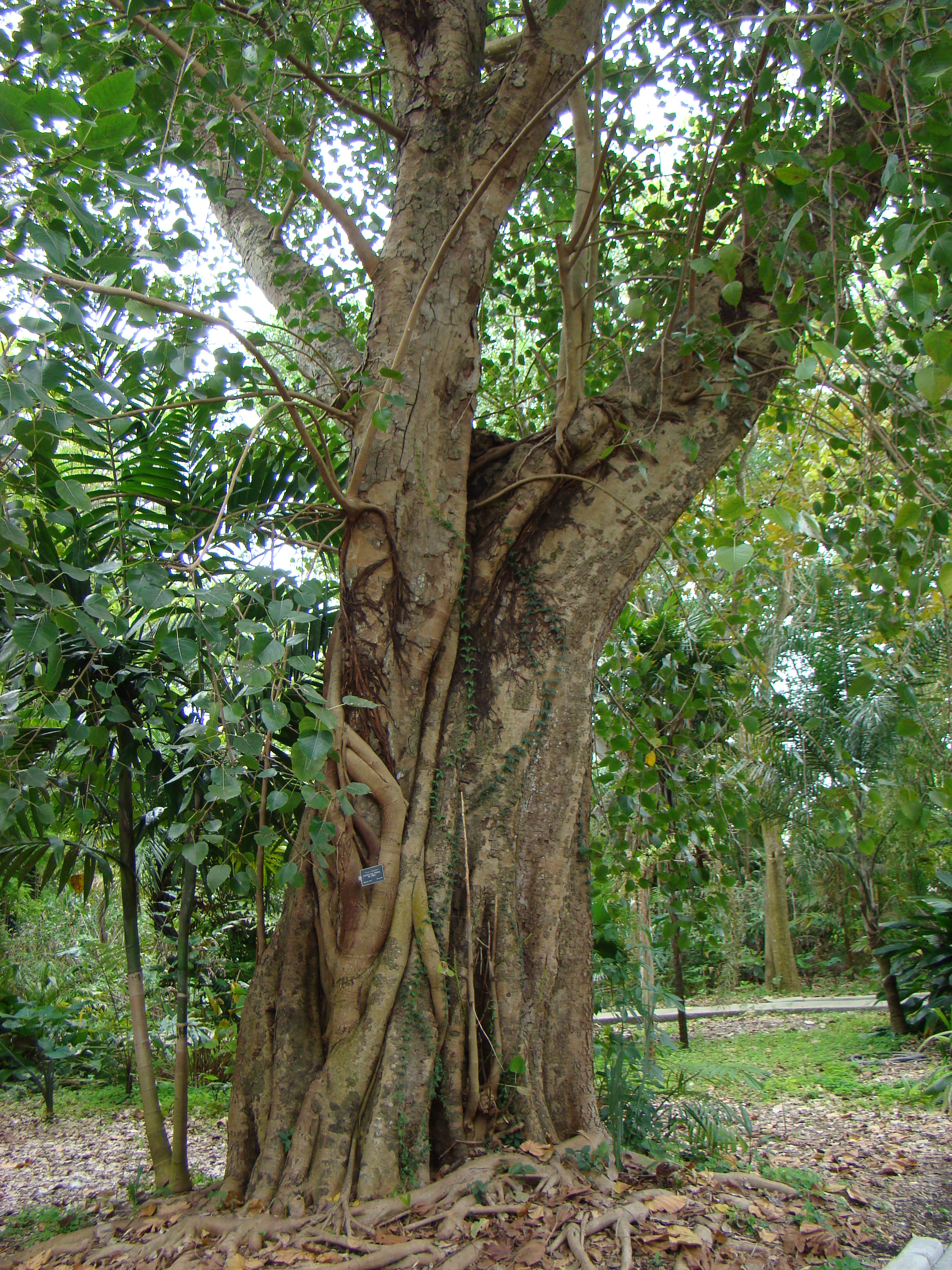
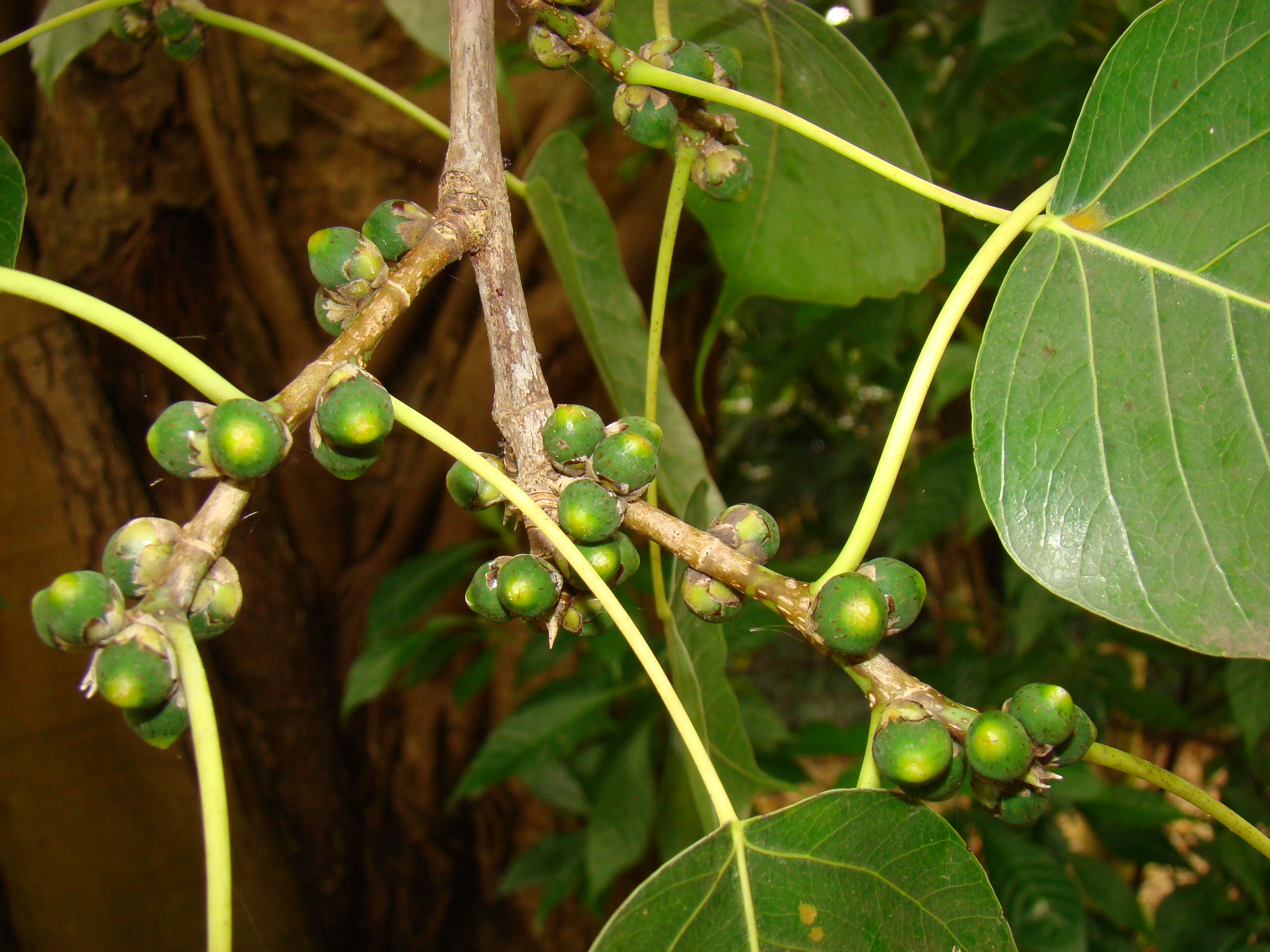